# أحمد بن قاسم البوني
الشيخ الراوية المحدِّث أبو العبّاس أحمد بن قاسم بن محمد ساسي التميمي البوني عالم من علماء الجزائر المعروفين ولد ببونة المعروفة الآن بعنّابة سنة 1063 هجرية وتوفي بها رحمه الله سنة 1139 هجرية

## سيرة
ينتسب إلى أسرة عريقة في العلم والتصوف كانت علاقتها بالعثمانيين طيبة. تثقف على أفراد عائلته فأخذ الحديث على والده وجده وعلى يحي الشاوي وغيرهم. ثم رحل إلى المشرق وطلب العلم في تونس ثم في مصر التي أخذ فيها عن عبد الباقي بن يوسف الزرقاني وأجازه في مدينة رشيد حسن بن سلامة الطيبي في الحديث، وذهب إلى الحج فكتب رحلة سماها ((الروضة الشهية في الرحلة الحجازية)) ذكر فيه أشياخه الذين تجاوزوا العشرين.
ثم عاد إلى مدينة عنابة فأخذ عنه جماعة منهم عبد القادر الراشدي القسنطيني، ونال مكانة عالية بين الخاصة والعامة في عهده، وكانت له علاقة علمية بشيوخ قسنطينة مثل بركات بن باديس، ومراسلات مع الباشا محمد بكداش والباشا حسن خوجا وغيرهما، ونزل عنده عبد الرحمان الجامعي المغربي فأخذ عنه وأجازه.
وحضر مجلس اقرائه الحديث من الصحيحين مع مشايخ عنابة، وترجم له الجامعي في رحلته المسماة ((نظم الدرر المديحية)). وللبوني ولدان أشهرهما أحمد الزروق الذي أجازه الزبيدي بالمراسلة، والورتلاني، وكان ولده هذا أقل تأليفا منه.

## تآليف
ترك أحمد البوني كتبا كثيرة منها:
1. الدرة المصونة في ذكر أولياء وعلماء بونة:وهو عبارة عن منظومة تحتوي على ألف بيت.
2. فتح الباري في شرح غريب البخاري.
3. ونظم الخصائص النبوية.
4. الإلهام والانتباه في رفع الإبهام والاشتباه.
5. اظهار نفائس ادخاري المهيئات لختم كتاب البخاري.
6. الثمار المهتصرة في المناقب العشرة.
7. الظل الوريف في الحث على العلم الشريف.
8. وتنوير السريرة بذكر أعظم السيرة.
9. الذّخر الأسنى بذكر أسماء الله تعالى الحُسنى(و هي 100 بيت) قال في وصفها :

و جاء في مستهلها:

....و غيرها وله ديوان الشعر، ومعظم كتبه في الفقه والتصوف والحديث وقد بلغت نحو مائة كتاب.